# Кукулёновка
Кукулёновка — исчезнувшая деревня, входившая в состав Батаминского муниципального образования Зиминского района. Располагалась примерно в 9 км к юго-востоку от села Батама.

## История
Населённый пункт был основан в 1925—1927 годах, расцвет деревни пришелся на 1930—1950 годы. В населённом пункте насчитывался 71 дом, проживали около 300 человек. Среди них были как русские, так и украинцы, чуваши, литовцы (ныне — белорусы) и даже немцы. Функционировала начальная школа, клуб. Колхоз, организованный в деревне, носил название «Колхоз имени 8-го марта». В деревне работала МТФ, славшаяся одними из лучших показателей в районе.

### Исчезновение
В 1950-е годы в нескольких километрах от деревни было основано село Сологубово, где были построены новые корпуса МТФ. Жители начали постепенно покидать Кукулёновку. В 1969 году деревня перестала существовать.